# Музей історії севастопольської міліції
Народний музей севастопольської поліції імені М. С. Казакевича — музей історії поліції міста Севастополь, Автономна Республіка Крим.

## Історія створення
Музей севастопольської поліції створювався з ініціативи ветерана кримської міліції, полковника М. С. Казакевича. Спочатку експозиція знаходилася у будівлі ДАІ, у навчальному кабінеті. Її відкриття відбулося 5 листопада 1973 року. Згодом музей перенесли до нової будівлі, де він займав 4 зали, оформлені художником А. П. Десяковим.
Перший тематико-експозиційний план музею підготувала старший науковий співробітник Музею героїчної оборони та визволення Севастополя Евеліна Мєшкова. Вона очолювала музей міліції з 1983 по 2008 рік.
З 9 листопада 2018 року музей знаходиться в будівлі, тимчасово окупованій Управлінням МВС Росії.

## Фондове зібрання
Нині у фондах зберігається понад 6,5 тисяч експонатів.

## Експозиція
В експозиції розкривається історія севастопольської міліції (поліції) від початку ХХ ст. до теперішнього часу. Особливий інтерес відвідувачів викликають шкіряна куртка чекістів та шинель генерал-майора міліції Д. М. Смирнова, учасника оборони міста; стенд, на якому представлена зброя, вилучена у злочинців під час їхнього затримання. Є унікальні екземпляри саморобної холодної та вогнепальної зброї. Окремий комплекс фотографій, документів та особистих речей оповідає про севастопольських міліціонерів-розвідників та тих, хто служив у партизанських загонах.
В розділі історії повоєнного періоду експонати розповідають про найкращих інспекторів, дружинників, міліціонерів, які загинули при виконанні службового обов'язку.